# Organización municipal de la provincia de La Pampa

Organización municipal de la provincia de La Pampa:
Municipios
Comisiones de Fomento
Comunas

En la provincia de La Pampa en Argentina el régimen municipal es ejercido por gobiernos locales denominados municipios. Existen también gobiernos locales que no tienen esa categoría y son llamados comisiones de fomento. Existe además una comuna.
Para el trazado de los ejidos de las municipalidades y comisiones de fomento no se tienen en cuenta los límites departamentales, por lo que muchos municipios y comisiones de fomento se extienden por más de un departamento, llegando incluso a cuatro departamentos.
Se utiliza el sistema de ejidos colindantes, por lo que todo el territorio provincial queda incluido dentro de algún municipio o comisión de fomento. Aunque la constitución provincial reconoce la autonomía municipal, no habilita a los municipios a sancionar una carta orgánica.

## Los municipios en la Constitución de la Nación Argentina
La organización municipal estuvo contemplada en la Constitución de la Nación Argentina desde su primera promulgación el 1 de mayo de 1853, expresando en su artículo 5 que cada provincia debía dictar una constitución que asegurara su régimen municipal. Sin embargo, no estaba claro si los municipios debían ser autónomos o autárquicos hasta la sentencia del 21 de marzo de 1989 de la Corte Suprema de Justicia de la Nación Argentina (Caso Rivademar), que interpretó que los municipios eran constitucionalmente autónomos.
Esta sentencia fue contemplada en la reforma de la Constitución de la Nación Argentina según el texto sancionado el 22 de agosto de 1994:

Art. 123. Cada provincia dicta su propia Constitución, conforme a lo dispuesto por el Art. 5 asegurando la autonomía municipal y reglando su alcance y contenido en el orden institucional, político, administrativo, económico y financiero.

## Los municipios en la Constitución de la Provincia de La Pampa
Extracto de la Constitución de la Provincia de La Pampa, reformada el 6 de octubre de 1994:

Art. 68. Son atribuciones y deberes de la Cámara de Diputados:
1) fijar divisiones territoriales para la mejor administración, reglando la forma de descentralizar la misma; crear centros urbanos y dictar la ley orgánica de municipalidades, a las que podrá acordar subsidios cuando sus rentas no alcancen a cubrir sus gastos; para fijar divisiones territoriales, crear centros urbanos y acordar subsidios, se requiere ley sancionada con el voto de la mayoría absoluta del total de sus miembros;(...)

Art. 115. Todo centro de población superior a quinientos (500) habitantes, o los que siendo de menor número determine la ley en función de su desarrollo y posibilidades económico-financieras, constituye un municipio con autonomía política, administrativa, económica, financiera e institucional, cuyo gobierno será ejercido con independencia de todo otro poder de conformidad a las prescripciones de esta Constitución y de la Ley Orgánica.
La ley establecerá el régimen de los centros de población que no constituyan municipios.

Art. 118. El gobierno de los municipios estará a cargo de una rama ejecutiva y otra deliberativa. Todas las autoridades municipales serán elegidas en forma directa y de conformidad a lo que establezca la ley, la que deberá asegurar la representación minoritaria en los cuerpos colegiados.

### Alcance de la autonomía institucional
La Constitución de la Provincia de La Pampa reconoce la autonomía institucional para todos su municipios, aunque no permite que sancionen una carta orgánica.

## LeyOrgánica de Municipalidadesn.º 1597
La ley Orgánica de Municipalidades n.º 1597 sancionada el 15 de diciembre de 1994 y modificada varias veces, expresa:

Art. 1. El gobierno y administración de los intereses y servicios comunales de la Provincia, corresponden a las Municipalidades o Comisiones de Fomento en su caso, de acuerdo a lo establecido por la Constitución Provincial y la presente ley.

Art. 2. Establécese que constituyen Municipalidades todos los centros de población que tengan más de quinientos (500) habitantes o que sin tenerlos cuenten con desarrollo y posibilidades económico-financieras y una ley especial los declare como tal, determinando su ejido.

Art. 3. Se podrán constituir como Comisiones de Fomento los centros de población cuyo número de habitantes no alcance el mínimo indicado precedentemente y una ley especial no los haya declarado Municipalidad; serán regidos en el orden local por autoridades electivas (...)

Art. 7. Los centros de población que sean declarados Municipalidad, constituyen Municipios autónomos. Tendrán en el orden local un gobierno que será ejercido con independencia de todo otro poder y que estará a cargo de una rama ejecutiva desempeñada por un ciudadano con el título de Intendente y otra deliberativa desempeñada por ciudadanos con el título de Concejales (...)

Art. 9. El Intendente será elegido en forma directa y a simple pluralidad de sufragios. Los Concejales serán elegidos de acuerdo a lo establecido en la Ley Electoral de la Provincia. El Intendente y los Concejales durarán cuatro (4) años en sus funciones y podrán ser reelectos.

Art. 11. Los Concejos Deliberantes se compondrán de tres (3) miembros titulares como mínimo a doce (12) como máximo. En cada caso, se elegirán el número de miembros suplentes que legalmente corresponda.
En las poblaciones de hasta un mil ciento cincuenta (1.150) habitantes, se compondrán de tres (3) Concejales titulares.
En las poblaciones de más de un mil ciento cincuenta (1.150) y hasta dos mil trescientos (2.300) habitantes, se compondrán de cinco (5) Concejales titulares.
En las poblaciones de más de dos mil trescientos (2.300) y hasta cuatro mil (4.000) habitantes, se compondrán de seis (6) Concejales titulares.
En las poblaciones de más de cuatro mil (4.000) y hasta quince mil (15.000) habitantes, se compondrán de ocho (8) Concejales titulares.
En las poblaciones de más de quince mil (15.000) habitantes, se compondrán de doce (12) Concejales titulares.

Art. 139. En todas aquellas localidades cuya población no exceda de los quinientos (500) habitantes y no hayan sido declaradas Municipalidad por una ley especial, podrá el Poder Ejecutivo, promover la creación de Comisiones de Fomento con su respectivo ejido, las que tendrán a su cargo, la administración de los intereses locales.

Art. 140. Las Comisiones de Fomento deberán crearse por Ley. Deberá tenerse en cuenta además de la población, las siguientes circunstancias:
1) Que exista un centro urbano que cuente con trazado y subdivisión que permita la radicación de habitantes en su planta urbana; y
2) Posibilidades económicas financieras de la población, tanto urbana como rural, que asegure fuentes tributarias estables y permita a dicho organismo la obtención de recursos suficientes.

Art. 141. Las Comisiones de Fomento estarán compuestas por un (1) Presidente y tres (3) Vocales titulares (...)

Art. 142. Las Comisiones de Fomento tendrán las mismas atribuciones y deberes que las Municipalidades (...)

## Ley n.º 2832
La ley n.º 2832 sancionada el 16 de abril de 2015 introdujo modificaciones a la ley n.º 1597:

Art. 166. Se declaran como Municipalidades, con la cantidad de Concejales Titulares que en cada caso se indican; las siguientes:

I) 1) Abramo, 2) Algarrobo del Águila, 3) Ataliva Roca, 4) Carro Quemado, 5) Ceballos, 6) Conhello, 7) Coronel Hilario Lagos, 8) Dorila, 9) General Campos, 10) Gobernador Duval, 11) La Humada, 12) Luan Toro, 13) Mauricio Mayer, 14) Metileo, 15) Miguel Cané, 16) Monte Nievas, 17) Puelches, 18) Puelén, 19) Quehué, 20) Tomás Manuel Anchorena 21) Rolón, 22) Santa Teresa, 23) Vértiz y 24) Villa Mirasol, con tres (3) Concejales Titulares.
II) 1) Alta Italia, 2) Anguil, 3) Arata, 4) Bernardo Larroudé, 5) Bernasconi, 6) Doblas, 7) Embajador Martini, 8) La Adela, 9) La Maruja, 10) Lonquimay, 11) Telén y 12) Uriburu, con cinco (5) Concejales Titulares.
III) 1) Alpachiri, 2) Caleufú, 3) Colonia Barón, 4) General San Martín, 5) Jacinto Aráuz, 6) Miguel Riglos, 7) Parera, 8) Quemú Quemú, 9) Rancul, 10) Santa Isabel, 11) Trenel y 12) Winifreda, con seis (6) Concejales Titulares.
IV) 1) Catriló, 2) Eduardo Castex, 3) General Acha, 4) Guatraché, 5) Ingeniero Luiggi, 6) Intendente Alvear, 7) Macachín, 8) Realicó, 9) Toay, 10) Veinticinco de Mayo y 11) Victorica, con ocho (8) Concejales Titulares.
V) 1) General Pico y 2) Santa Rosa, con doce (12) Concejales Titulares.

Art. 167. Se declaran como Comisiones de Fomento las siguientes:
1) Adolfo Van Praet, 2) Agustoni, 3) Chacharramendi, 4) Colonia Santa María, 5) Cuchillo Co, 6) Falucho, 7) La Reforma, 8) Limay Mahuida, 9) Loventuel, 10) Maisonnave, 11) Perú, 12) Pichi Huinca, 13) Quetrequén, 14) Relmo, 15) Rucanelo, 16) Sarah, 17) Speluzzi y 18) Unanue.

## Casa de Piedra
La ley n.º 2112 sancionada el 8 de julio de 2004 creó al margen de los municipios y comisiones de fomento a la comuna Casa de Piedra.

Art. 1. Crease en el territorio de la Provincia de la Pampa, Departamento Puelén, la Comuna "Casa de Piedra", que se organizará conforme a las prescripciones de la Constitución de la Provincia de La Pampa y la Ley Orgánica de Municipios y Comisiones de Fomento.

El Gobierno provincial designa un delegado comunal al frente de la comuna.